# Rémering-lès-Puttelange
Rémering-lès-Puttelange és un municipi francès, situat al departament del Mosel·la i a la regió del Gran Est. L'any 2007 tenia 1.058 habitants.

## Demografia

### Població
El 2007 la població de fet de Rémering-lès-Puttelange era de 1.058 persones. Hi havia 386 famílies, de les quals 74 eren unipersonals (39 homes vivint sols i 35 dones vivint soles), 125 parelles sense fills, 164 parelles amb fills i 23 famílies monoparentals amb fills.
La població ha evolucionat segons el següent gràfic:
Habitants censats

### Habitatges
El 2007 hi havia 506 habitatges, 395 eren l'habitatge principal de la família, 87 eren segones residències i 24 estaven desocupats. 436 eren cases i 68 eren apartaments. Dels 395 habitatges principals, 313 estaven ocupats pels seus propietaris, 63 estaven llogats i ocupats pels llogaters i 19 estaven cedits a títol gratuït; 15 tenien dues cambres, 35 en tenien tres, 87 en tenien quatre i 258 en tenien cinc o més. 365 habitatges disposaven pel capbaix d'una plaça de pàrquing. A 146 habitatges hi havia un automòbil i a 220 n'hi havia dos o més.

### Piràmide de població
La piràmide de població per edats i sexe el 2009 era:
| Homes | Edats   | Dones |
| ----- | ------- | ----- |
| 0     | 95 o +  | 0     |
| 0     | 90 a 94 | 0     |
| 4     | 85 a 89 | 4     |
| 0     | 80 a 84 | 8     |
| 12    | 75 a 79 | 24    |
| 28    | 70 a 74 | 12    |
| 8     | 65 a 69 | 24    |
| 20    | 60 a 64 | 8     |
| 24    | 55 a 59 | 20    |
| 52    | 50 a 54 | 28    |
| 44    | 45 a 49 | 36    |
| 8     | 40 a 44 | 32    |
| 56    | 35 a 39 | 40    |
| 12    | 30 a 34 | 28    |
| 24    | 25 a 29 | 24    |
| 32    | 20 a 24 | 20    |
| 40    | 15 a 19 | 28    |
| 12    | 10 a 14 | 32    |
| 16    | 5 a 9   | 32    |
| 32    | 0 a 4   | 16    |

## Economia
El 2007 la població en edat de treballar era de 679 persones, 482 eren actives i 197 eren inactives. De les 482 persones actives 446 estaven ocupades (240 homes i 206 dones) i 37 estaven aturades (13 homes i 24 dones). De les 197 persones inactives 65 estaven jubilades, 53 estaven estudiant i 79 estaven classificades com a «altres inactius».

### Ingressos
El 2009 a Rémering-lès-Puttelange hi havia 418 unitats fiscals que integraven 1.127 persones, la mediana anual d'ingressos fiscals per persona era de 18.582 €.

### Activitats econòmiques
Dels 29 establiments que hi havia el 2007, 7 eren d'empreses de fabricació d'altres productes industrials, 5 d'empreses de construcció, 3 d'empreses de comerç i reparació d'automòbils, 1 d'una empresa de transport, 3 d'empreses d'hostatgeria i restauració, 3 d'empreses d'informació i comunicació, 1 d'una empresa financera, 2 d'empreses immobiliàries, 2 d'empreses de serveis i 2 d'empreses classificades com a «altres activitats de serveis».
Dels 7 establiments de servei als particulars que hi havia el 2009, 1 era una oficina bancària, 1 taller de reparació d'automòbils i de material agrícola, 1 paleta, 1 guixaire pintor, 2 restaurants i 1 saló de bellesa.
L'any 2000 a Rémering-lès-Puttelange hi havia 8 explotacions agrícoles que ocupaven un total de 324 hectàrees.

## Equipaments sanitaris i escolars
El 2009 hi havia una escola elemental.

## Poblacions més properes
El següent diagrama mostra les poblacions més properes.